# Svele

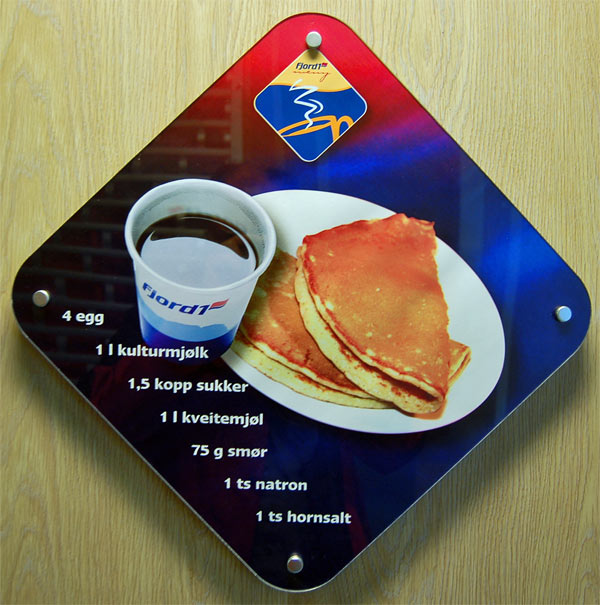
Svele-Rezept der Fährgesellschaft Fjord1

Eine Svele (oder Lapp, Plural: Lapper) ist ein norwegisches Gebäck, das in etwa einem deutschen Eierkuchen gleicht.
Eine Svele besteht aus einem dickflüssigen Teig, der Eier, Zucker, Dickmilch (oder Kefir), Mehl, Natron sowie Hirschhornsalz und Butter enthält. Dieser Teig wird in einer heißen gefetteten Pfanne zu einem dünnen Fladen gebraten.
Die genaue Rezeptur einer Svele differiert je nach Landschaft oder dem jeweiligen Hausrezept. Verzehrt wird sie jedoch in der Regel mit Brunost, Butter und Zucker oder mit Preiselbeeren-Gelee. Sehr populär ist die Svele als süße und energiereiche Zwischenmahlzeit. Ursprünglich ein traditionelles Gebäck aus der Region Sunnmøre wird die Svele seit 1971 auf den zahlreichen Binnenfähren, im Fylke Møre og Romsdal, als Snack angeboten. Von hier hat sich dieses Brauchtum überall in Vestlandet verbreitet, wo Fährenfahren oft mit dem Genuss von Sveler und Kaffee assoziiert ist.